# 松阪赤菜
松阪赤菜（まつさかあかな）とは、三重県松阪市に伝わるアブラナ科に属する野菜。三重の伝統野菜に指定されている。

## 特徴
- カブの一種であるが、大根に似た長い形状で約70cmにもなる。
- 皮の色は赤紫色であるが、中身は白色である。
- 収穫期は主に秋から冬であるが、夏期を除いて収穫が可能。
- 滋賀県の伝統野菜である日野菜の原種とも言われる。日野菜は根元の部分のみが赤紫色であるが、松阪赤菜は根と葉の軸の部分が赤紫色である。また葉の部分が日野菜よりも大きいという特徴がある。
- 主に甘酢漬けや糠漬けにされて食されている。漬け物にすると皮の赤い色素により、葉の部分を除いて中身まで全体が赤色に変化する。
- また、松阪赤菜の漬物は松阪名産の松阪牛の牛肉とも良く合うので、地元松阪にあってはすき焼きや網焼きの付けあわせとして食されることも多い[1]。

## 歴史
- 戦国時代末期に、松阪城を築いた蒲生氏郷（がもううじさと）が、近江国から松阪に伝えたといわれる[2]。
- 江戸時代の国学者で松阪出身の本居宣長も食したと言われており[2]、実際に、宣長自身もその存在を書物に残している。
- 一時期生産が途絶えていたが、松阪地域農業改良普及センター・JA松阪（現・JAみえなか）が一体となり三重県科学技術振興センターに保存されていた種を譲り受け、平成13年より栽培を復活した。

## 脚註
1. ↑  松阪赤菜　三重県農林水産部バイオイノベーション課　2013年2月19日閲覧
2. 1 2  松阪赤菜　一般社団法人松阪市観光協会　2013年2月19日閲覧